# Scharnhorst (Schiff, 1904)
Die Scharnhorst war ein Reichspostdampfer (RPD) des Norddeutschen Lloyd (NDL). Sie ist das fünfte von insgesamt elf Schiffen der Feldherren-Klasse, die in den Jahren 1902 bis 1907 vom Stapel liefen und vom NDL gemäß den Vorgaben des im Juli 1885 von Reichskanzler Bismarck und Hermann Heinrich Meier, dem Aufsichtsratsvorsitzenden des NDL, unterschriebenen Vertrags über die Durchführung vom Deutschen Reich subventionierter Postdampfschiffsverbindungen nach Ostasien und Australien betrieben wurden.
1914 war die Scharnhorst der einzige Postdampfer der Klasse, der sich in der Heimat befand. Anfangs als Lazarettschiff eingesetzt, wurde sie im Herbst 1917 als Transporter bei der Besetzung der Baltischen Inseln genutzt.

1919 musste sie an Frankreich ausgeliefert werden. Nach Einsätzen zur Rückführung französischer Truppen wurde sie von 1921 bis 1931 als La Bourdonnais auf dem Nordatlantik eingesetzt.

## Bau und technische Daten
Das Schiff wurde 1902 bei der Werft Joh. C. Tecklenborg in Geestemünde mit der Baunummer 181 auf Kiel gelegt, nachdem das Schwesterschiff Roon dort vom Stapel gelaufen war. Am 14. Mai 1904 lief die Scharnhorst vom Stapel. Sie hatte, wie ihre vorangegangenen Schwesterschiffe, einen Schornstein und zwei Masten. Sie war 143,79 m lang und 17,00 m breit, hatte 11 m Tiefgang, und war mit 8131 BRT vermessen. Zwei Dreifach-Expansions-Dampfmaschinen mit zusammen 6300 PS ermöglichten über zwei Schrauben eine Geschwindigkeit von bis zu 14 Knoten. Das Schiff bot Platz für 114 Passagiere der 1. Klasse, 115 in der 2. Klasse, 122 in der 3. Klasse und 2059 im Zwischendeck. Das Zwischendeck wurde allerdings im Reichspostdampfer-Dienst nur für Ladung genutzt. Die Besatzung zählte 170 Mann.

## Laufbahn

### Postdampferdienst

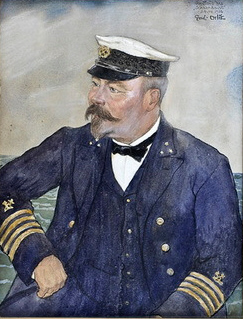
Emil Orlik: Porträt des Kapitäns der Scharnhorst, 20. Juli 1906

Am 31. August 1904 lief die Scharnhorst zu ihrer Jungfernfahrt von Bremen über Southampton und durch den Sueskanal nach Fremantle, Adelaide, Melbourne and Sydney in Australien aus, und am 25. Mai 1905 fuhr sie zum ersten Mal nach Ostasien. Ihre erste Nordatlantiküberquerung nach New York begann sie am 5. Dezember 1908.
 Bis zum Ausbruch des Ersten Weltkriegs unternahm sie 19 Rundreisen nach Australien, drei nach Ostasien und fünf nach New York.

### Erster Weltkrieg
Beim Ausbruch des Krieges befanden sich zehn der elf Schiffe der Feldherren-Klasse im Ausland, und nur die Scharnhorst war in Deutschland. Sie wurde am 11. August 1914 von der Kaiserlichen Marine requiriert und zum Lazarettschiff ausgerüstet, aber bereits am 20. Februar 1915 wieder dem NDL überlassen. Am 8. September 1917 wurde sie erneut von der Marine übernommen und mit der Bezeichnung Transporter 11 als Truppentransporter in der Ostsee eingesetzt – zunächst im Oktober 1917 beim Unternehmen Albion, der Besetzung der baltischen Inseln Saaremaa (Ösel), Hiiumaa (Dagö) und Muhu (Moon), und dann im April 1918 während der Finnland-Intervention, der Anlandung der Ostsee-Division und weiterer Truppen in Hanko und Loviisa zur Unterstützung der bürgerlichen Truppen unter General Mannerheim in deren Kampf gegen die „Roten Garden“ im Finnischen Bürgerkrieg.

### Französische Kriegsbeute
Unmittelbar nach Kriegsende wurde die Scharnhorst als Transportschiff beim Gefangenenaustausch eingesetzt. Dabei wurde sie am 6. Februar 1919 in Cherbourg von der französischen Regierung als Teil der zu erwartenden Reparationen beschlagnahmt. Sie wurde der Reederei Chargeurs Réunis übergeben, die das Schiff mit der Messageries Maritimes gegen die ebenfalls als Kriegsbeute übernommene Buenos Aires der Hamburg Süd tauschte. Am 17. Februar 1919 wurde es von der Messageries Maritimes in Dienst gestellt. Es unternahm drei Fahrten zur Heimführung von demobilisierten Kolonialtruppen: Cherbourg–Casablanca (März 1919), Marseille–Haiphong (Juni–Oktober 1919) und Marseille–Shanghai (Dezember 1919 – April 1920).

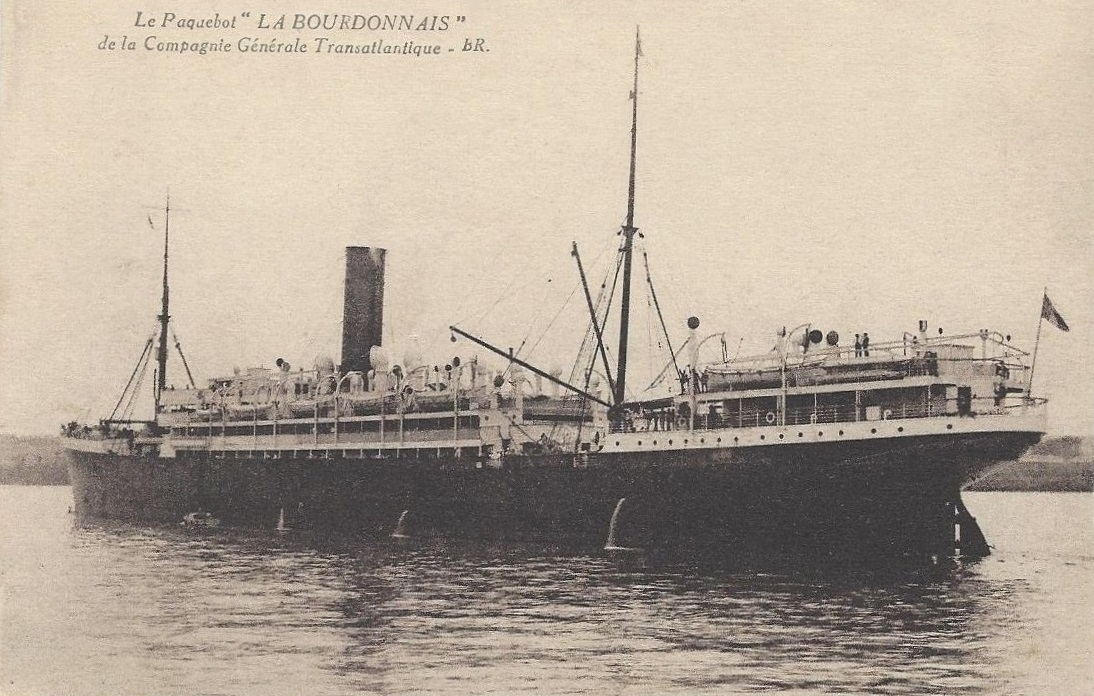
Ansichtskarte von La Bourdonnais

1921 wurde das Schiff an die Compagnie Générale Transatlantique (CGT) übergeben und in La Bourdonnais umbenannt. Nunmehr ausgestattet für 122 Kabinen-Passagiere und mit Platz für 500 weitere in der 3. Klasse lief die La Bourdonnais am 2. April 1921 erstmals von Le Havre nach New York aus. Auf dieser Route fuhr sie zum letzten Mal am 20. Januar 1923. Ab 3. März 1923 bediente sie dann die Route von Bordeaux nach New York zusammen mit dem Schwesterschiff Roussillon.

Neben der ehemaligen Scharnhorst hatte die CGT 1920 auch noch das 1907 von der AG Weser fertiggestellte Schwesterschiff Goeben als Roussillon erworben und setzte die Schwesterschiffe auf der Linie Le Havre-New York und ab 1923 zwischen Bordeaux und New York ein. Die Roussillon wurde schon 1930 aufgelegt und 1931 in Frankreich verschrottet.
Am 31. Januar 1931 ging die ehemalige Scharnhorst auf ihre letzte Reise mit Auswanderern von Bordeaux über Vigo und Halifax nach New York.

### Verbleib
Nach der Rückkehr von dieser Fahrt wurde das Schiff am 5. März 1931 in Bordeaux aufgelegt und 1934 zum Verschrotten verkauft. Am 11. Oktober 1934 kam es in Genua an, wo es anschließend abgewrackt wurde.